# Cool City Production Vol.8 GARNET CROW REMIXES
『Cool City Production Vol.8 GARNET CROW REMIXES』（クール シティー プロダクション ボリューム エイト ガーネットクロウ リミキシーズ）は、GARNET CROWのリミックスアルバム。

## 解説
Cool City Productionによるリミックスアルバムシリーズ第8弾。インディーズレーベルであるTENT HOUSEからの発売となる。
GARNET CROW唯一のリミックスアルバムであり、2005年の『GARNET CROW livescope 2005 〜I'm waiting 4 you & live〜』開催時に大阪厚生年金会館大ホール、愛知県勤労会館、中野サンプラザの3会場でのみ発売された。一般発売の予定もあったが、製作上の都合で発売中止となり、現在も一般発売は行われていない。2006年3月から音楽配信サイトBGV.JP、および後継のmusingでダウンロード販売が行われていたが、2015年4月、musingのダウンロードサービス終了に伴い入手不可となった。
様々なビーイング系クリエイターや、メンバーである古井弘人・岡本仁志もリミックスに参加している。
ジャケット写真は4thアルバム『I'm waiting 4 you』のブックレットで使用されたものを使用している。
収録曲中、「Naked Story 〜raze mix〜」のみ、シングル「スパイラル」に収録されている。

## 収録曲
| 全作詞: AZUKI七、全作曲: 中村由利。 |                                                              |           |            |            |      |
| #                                   | タイトル                                                     | 作詞      | 作曲・編曲 | リミックス | 時間 |
| 1.                                  | 「忘れ咲き / Hirohito Furui Mix」                            | AZUKI七   | 中村由利   | 古井弘人   | 5:01 |
| 2.                                  | 「クリスタル・ゲージ / Hitoshi Okamoto Mix」                 | AZUKI七   | 中村由利   | 岡本仁志   | 4:08 |
| 3.                                  | 「Endless Desire / Chinita Mix」                             | AZUKI七   | 中村由利   |            | 4:30 |
| 4.                                  | 「夢みたあとで / Migrand Jazz」                              | AZUKI七   | 中村由利   |            | 6:58 |
| 5.                                  | 「flying / Xtra Jam RMX」                                    | AZUKI七   | 中村由利   |            | 3:22 |
| 6.                                  | 「泣けない夜も 泣かない朝も / night clubbers mix」           | AZUKI七   | 中村由利   |            | 7:35 |
| 7.                                  | 「スパイラル / Natural Flavor Mix」                          | AZUKI七   | 中村由利   |            | 4:32 |
| 8.                                  | 「Wish★ / Re-Wish」                                          | AZUKI七   | 中村由利   |            | 6:15 |
| 9.                                  | 「僕らだけの未来 / Funktasia Mix」                           | AZUKI七   | 中村由利   |            | 6:15 |
| 10.                                 | 「Naked Story / Raze Mix」                                   | AZUKI七   | 中村由利   |            | 4:36 |
| 11.                                 | 「Crier Girl & Crier Boy 〜ice cold sky〜 / RIP TRAP Remix」 | AZUKI七   | 中村由利   |            | 3:47 |
| 合計時間:                           | 合計時間:                                                    | 合計時間: | 56:59      |            |      |

## 楽曲について
1. 忘れ咲き / hirohito furui mix
17thシングルのリミックス。
2. クリスタル・ゲージ / hitoshi okamoto mix
12thシングルのリミックス。
3. Endless Desire / CHINITA Mix
3rdアルバム『Crystallize 〜君という光〜』収録曲のリミックス。
4. 夢みたあとで / Migrand Jazz
10thシングルのリミックス。
5. flying / Xtra Jam RMX
6thシングルのリミックス。
6. 泣けない夜も 泣かない朝も / night clubbers mix
13thシングルのリミックス。
7. スパイラル / natural flavor mix
11thシングルのリミックス。
8. wish★ / Re-wish
2ndアルバム『SPARKLE 〜筋書き通りのスカイブルー〜』収録曲のリミックス。
9. 僕らだけの未来 / Funktasia Mix
15thシングルのリミックス。
10. Naked Story / raze mix
2ndアルバム『SPARKLE 〜筋書き通りのスカイブルー〜』収録曲のリミックス。11thシングル「スパイラル」のカップリング曲。
11. Crier Girl & Crier Boy 〜ice cold sky〜 / RIP TRAP REMIX
12thシングル「クリスタル・ゲージ」のカップリング曲のリミックス。